# Leaders of the New School
Die Leaders of the New School waren eine US-amerikanische Hip-Hop-Gruppe aus Long Island, New York, die 1990 gegründet wurde. Mitglieder waren die MCs Charlie Brown, Dinco D, Busta Rhymes und dessen Cousin DJ Cut Monitor Milo. Mit Bands wie De La Soul und A Tribe Called Quest waren sie Teil der Native Tongue Family.

## Geschichte
Sie wurden von Public Enemy gefördert, mit denen sie auch auf Tournee waren. Die erste Veröffentlichung der Band war das Stück Mt. Airy Groove auf der Elektra-Records-Compilation Rubáiyát: Elektra's 40th Anniversary. Ihr Debüt-Album A Future Without a Past erschien 1991. Es enthielt die Hits Case of the P.T.A., Sobb Story und The International Zone Coaster.
Ihr zweites und zugleich letztes Album T.I.M.E. erschien 1993. Aus ihm wurden die Singles What's Next und Classic Material ausgekoppelt. Das Album, dessen Titel für The Inner Mind's Eye steht, war allerdings nicht mehr so erfolgreich wie A Future Without a Past.
Da sich Fans und Medien mehr und mehr auf Busta Rhymes statt auf die Band als Ganzes konzentrierten, kam es zum Streit und 1993 schließlich zur Auflösung der Leaders of the New School. Auf dem Stück Keep It Movin von Busta Rhymes 1996 erschienenem erstem Solo-Album The Coming war die Gruppe nochmals zusammen zu hören. Nach späteren Interview-Aussagen von Busta Rhymes ist die Band aber nach wie vor zerstritten.

## Diskografie

### Alben
| Jahr | Titel                           | Höchstplatzierung, Gesamtwochen, AuszeichnungChartsChartplatzierungen (Jahr, Titel, Platzierungen, Wochen, Auszeichnungen, Anmerkungen) | Anmerkungen                            |
| Jahr | Titel                           | US | Anmerkungen                            |
| ---- | ------------------------------- | --- | -------------------------------------- |
| 1991 | A Future Without a Past…        | US128 (6 Wo.)US | Erstveröffentlichung: 30. Juli 1991    |
| 1993 | T.I.M.E. (The Inner Mind’s Eye) | US66 (4 Wo.)US | Erstveröffentlichung: 12. Oktober 1993 |

### Singles
| Jahr | Titel Album                 | Höchstplatzierung, Gesamtwochen, AuszeichnungChartsChartplatzierungen (Jahr, Titel, Album, Platzierungen, Wochen, Auszeichnungen, Anmerkungen) | Anmerkungen                                          |
| Jahr | Titel Album                 | US | Anmerkungen                                          |
| ---- | --------------------------- | --- | ---------------------------------------------------- |
| 1992 | Scenario The Low End Theory | US57 Gold · (15 Wo.)US | A Tribe Called Quest feat. Leaders of the New School |